# Szymon Starowolski
Szymon Starowolski, inna forma nazwiska Starovolscius (ur. 1588 w Starowoli na Polesiu, zm. przed 6 kwietnia 1656 w Krakowie) – polihistor, preceptor w domach magnackich I Rzeczypospolitej, ksiądz katolicki, kantor tarnowski, kanonik krakowski, polski historyk i pisarz polityczny epoki baroku, kaznodzieja.

## Życiorys
Przyszedł na świat w Starowoli (lub Starej Woli koło Prużany w zachodniej części ówczesnego Wielkiego Księstwa Litewskiego). Był synem bojara Bazylego Starowolskiego i Zofii z Zaranków. Najprawdopodobniej był bojarem bezherbowym, gdyż siedemnastowieczny historyk Wespazjan Kochowski pisał o ojcu kanonika szczycił się znakomitą rodziną raczej niż herbem szlacheckim. Natomiast historycy Szymon Okolski i Kasper Niesiecki przypisywali mu wprawdzie herb, ale nie byli zgodni co do klejnotu i wymieniali zarówno Leliwę jak i herb Łodzia. Natomiast Kasper Siemek pisał wprost o jego pochodzeniu plebejskim.
W latach 1612–1618 studiował i ukończył studia na Akademii Krakowskiej. Otrzymał tytuł bakałarza sztuk wyzwolonych. Nauczał w klasztorze cystersów w Wąchocku. Był dworzaninem u kanclerza i hetmana wielkiego koronnego Jana Zamoyskiego, a w latach 1620-1621 sekretarzem Jana Karola Chodkiewicza, z którym uczestniczył w bitwie pod Chocimiem. Pracował także jako preceptor (nauczyciel) synów magnackich i wielokrotnie wyjeżdżał z nimi poza granice Rzeczypospolitej. Wraz z Januszem i Konstantym Ostrogskimi zwiedził Niemcy, Niderlandy, Francję i Włochy. Podróżował również ze Stefanem Potockim i Aleksandrem Koniecpolskim.
W 1639 za namową biskupa Jakuba Zadzika przyjął święcenia kapłańskie i za jego poparciem został kantorem tarnowskim. W latach 1652–53 przebywał w Rzymie. Po powrocie został mianowany proboszczem w Bączalu Dolnym. W 1655 r. został kanonikiem krakowskim. Gdy 19 października 1655, w czasie potopu, król szwedzki Karol Gustaw wkroczył do Krakowa po trwającym ponad 2 tygodnie oblężeniu, Starowolski oprowadził króla po katedrze wawelskiej. Opiekę nad katedrą zlecili mu, na posiedzeniu 17 września, członkowie kapituły (6 prałatów i 30 kanoników) z biskupem Piotrem Gembickim na czele. Sami zmuszeni byli uciekać z miasta. Starowolski ukrył Ołtarz srebrny Świętego Stanisława ofiarowany przez Zygmunta I Starego, zakopując go na cmentarzu przy katedrze. O ukryciu ołtarza komendant szwedzki Paul Würtz dowiedział się od Żydów z Kazimierza, odnalazł go i sprzedał Żydowi Pinkusowi z Kazimierza. Żydzi ołtarz ten połamali, potłukli i przetopili na srebro.
Zmarł na początku kwietnia 1656.
Jego imię nosi ulica w Tarnowie, łącząca ulicę Mościckiego z ulicą Chopina.

## Twórczość
Szymon Starowolski był płodnym pisarzem – pozostawił ponad 70 dzieł, głównie po łacinie. Część z nich przetłumaczono na język polski.

### Ważniejsze dzieła
- De rebus Sigismundi Primi... gestis (biografia Zygmunta Starego), Kraków 1616, drukarnia M. Jędrzejowczyk, (dzieło skonfiskowane przez cenzurę Akademii Krakowskiej; według H. Barycza konfiskata dot. innego utworu Starowolskiego, prawdopodobnie jakiegoś paszkwilu czy pamfletu, do dziś niezachowanego), przekł. polski: L. Janiszewski, rękopis: Biblioteka Jagiellońska nr 276
- Pobudka albo rada na zniesienie Tatarów perekopskich, Kraków 1618, drukarnia M. Jęrzejowczyk; wyd. następne: Kraków 1671; wyd. K. J. Turowski, Kraków 1858, Biblioteka Polska, seria III, zeszyt 36
- Penu historicum, Wenecja 1620, drukarnia D. Zenaria; wyd. następne: Rzym 1653
- O staciej żołnierz z theologiem i prywat, brak miejsca wydania 1624 (według M. Wiszniewskiego 1623); wyd. następne pt. Rozmowa żołnierza z plebanem o stacją, Kraków 1624 (razem z Prywat Polską kieruje)
- Prywat Polską kieruje, Kraków 1624 (razem z O staciej żołnierz z theologiem i prywat); wyd. następne przy: Respons na Respons Anonima jednego przeciwko Duchownym podrzucony, brak miejsca wydania (po 1635); wyd. zmienione pt. Prywat Polską kieruje. Po nim stateczny sługa Rzeczypospolitej następuje, brak miejsca wydania 1649
- Poprawa niektórych obyczajów polskich potocznych, Kraków 1625, drukarnia F. Cezary (2 odbicia); wyd. następne: Kraków 1628, (według Estreichera przeróbka utworu J. Januszewskiego Cenzor obyczajów niektórych potocznych..., Kraków 1607 – lub też traktatu jemu przypisywanego pt. Paradoxa koronne; niektóre rozdziały weszły bez zasadniczych zmian do dzieła Reformacja obyczajów polskich)
- Scriptorum Polonicorum Hekatontas, seu centum illustrium Poloniae scriptorum elogia et vitae, Frankfurt 1625, nakł. J. de Zetter; wyd. następne: rozszerzone Wenecja 1627; Frankfurt 1644 (nieznany Estreicherowi; egz. znajdował się w Bibliotece Baworowskich; inny egz. znajduje się w Bibliothèque Nationale w Paryżu); por. S. Wędkiewicz "Copernic et la Pologne. I. La Fortune de Copernic en Pologne", Études Coperniciennes, t. 1, Paryż 1958 (= Bulletin de l' Académie Polonaise des Sciences et des Lettres. Centre Polonais des Recherches Scienfifiques de Paris, nr 13/16, 1955/1957, s. 9, przyp. 5); przekł. polski i oprac. krytyczne J. Starnawski Setnik pisarzy polskich, niewydany, (pierwsza próba historii literatury polskiej)
- Votum o naprawie Rzeczypospolitej (wiersz), brak miejsca wydania 1625 (drukarnia M. Jędrzejowczyk); fragmenty przedr.: H. Juszyński Dykcjonarz poetów polskich, t. 2, Kraków 1820, s. 208; Z. Sadowski Rozprawy o pieniądzu w Polsce pierwszej połowy XVII wieku, Warszawa 1959
- De claris oratoribus Sarmatiae, Florencja 1628, drukarnia Z. Pignonio; przedr. W. Mitzler de Kolof Acta litteraria Regni Poloniae et Magni Ducatus Lithuaniae. Trim 2, Warszawa 1756 i odb. Warszawa 1758
- Declamatio contra obtrectatores Poloniae, Kraków 1631, drukarnia M. Jędrzejowczyk)
- Sarmatiae Bellatores, Kolonia 1631, drukarnia H. Critius
- Polonia, Kolonia 1632, drukarnia H. Critius (F. Bielak podaje: Kolonia 1627); wyd. następne: Gdańsk 1652; brak miejsca wydania 1656; Gdańsk 1669 (edycja wątpliwa); przedr. w zbiorach zobacz Estreicher XXIX, 201; przekł. polski W. F. Gołębiowski pt. Opisanie Królestwa Polskiego za czasów Zygmunta III, Wilno 1765; Polska albo opisanie Królestwa Polskiego, z języka łacińskiego przełożył, wstępem i komentarzem opatrzył Antoni Piskadło, W Krakowie 1976
- Accessus ad iuris utriusque cognitionem, Rzym 1633, drukarnia Watykańska; wyd. następna: Rzym (edycja nieznana); Kraków 1634; Kraków 1638 (wraz z Commentarius in IV libros...)
- Stacje żołnierskie, Kraków 1636, drukarnia F. Cezary; wyd. następne: Lublin 1638
- Commentarius in IV libros institutionum iuris civilis, Kraków 1638, drukarnia F. Cezary (wraz z Accessus ad iuris...); wyd. następne: Rzym 1646
- Institutorum rei militaris libri VIII, Kraków 1639, drukarnia K. Schedel; wyd. następne: Kraków 1640; Amsterdam 1641; Florencja 1646
- Laudatio Almae Academiae Cracoviensis, Kraków 1639, drukarnia K. Schedel
- Wielkiego Korabiu wielki sternik przewielebny... Jakub Zadzik, biskup krakowski, Kraków 1642, drukarnia K. Schedel; wyd. następne: przy: Arka Testamentu..., cz. 2, zob. Arka Testamentu...; wyd. K. J. Turowski, Kraków 1859, Biblioteka Polska, seria IV, zeszyt 49
- Braterskie napomnienie ad dissidentes in religione, brak miejsca wydania (1644); wyd. następne: brak miejsca wydania 1646 (razem z Prawdziwe objaśnienie...)
- Dyskurs o monecie (Kraków 1645), przedr. Z. Sadowski Rozprawy o pieniądzu w Polsce pierwszej połowy XVII wieku, Warszawa 1959
- Świątnica Pańska, zamykająca w sobie kazania na uroczystości świąt całego, Kraków 1645, drukarnia K. Schedel; wyd. następne: Kraków 1682 (według Korbuta 1649)
- Prawdziwe objaśnienie Braterskiego napomnienia ad dissidentes in religione przed dwiema laty wydanego, brak miejsca wydania 1646 (wraz z Braterskie napomnienie...); przedr. przy: Prawa i wolności dyssydentom... w Koronie Polskiej i W. X. L. służące, brak miejsca wydania 1767
- Dwór cesarza tureckiego i rezydencja jego w Konstantynopolu, Kraków 1646, drukarnia F. Cezary; wyd. następne: Kraków 1647; Kraków 1649; Kraków 1665; Kraków 1695; Kraków 1701; Kraków 1715; Wilno 1844; wyd. K. J. Turowski, Kraków 1858, Biblioteka Polska, seria III, zeszyt 38; przekł. rosyjski: do końca XVII w. 5 razy (wiadomość podają: Estreicher XXXIX, 190; I. J. Kraczkowski Oczerki po istorii russkoj arabistiki, Moskwa 1952); wydano m.in.: Moskwa 1678; Petersburg 1883
- Prawy rycerz, Kraków 1648, drukarnia F. Cezary (... przydana jest Zgoda i Satyr J. Kochanowskiego); wyd. K. J. Turowski, Kraków 1858, Biblioteka Polska, seria III, zeszyt 36; fragm. podał K. Niesiołowski Otia publica..., (Pińsk) 1743, s. 388-396
- Robak sumnienia złego człowieka, powst. 1648, wyd. brak miejsca i roku wydania (drukarnia Ł. Kupisz, 2 odbicia); wyd. następne: brak miejsca i roku wydania; pt. Wady staropolskie, Kraków 1853; fragmenty przedr. M. Piszczkowski "Obrońcy chłopów w literaturze staropolskiej", Kraków 1948, Biblioteka Arcydzieł Poezji i Prozy nr 54; także wyd. 2 Kraków 1951
- Rozmowa księdza plebana z żołnierzem zwróconym z wojny kozackiej w r. 1648, brak miejsca i roku wydania
- Zguba ojczyzny stacje, powst. po 15 sierpnia 1649, wyd. Kraków, brak roku wydania, drukarnia F. Cezary
- Arka Testamentu zamykająca w sobie kazania niedzielne całego roku na dwie części rozdzielone, cz. 1, Kraków 1648 (w rzeczywistości, najprawdopodobniej 1645-1650), drukarnia K. Schedel; cz. 2, Kraków 1649, drukarnia K. Schedel (tu razem z Wielkiego Korabiu...)
- Reformacja obyczajów polskich, brak miejsca i roku wydania (według F. Bielaka i Estreichera, ok. 1650); wyd. następne rozszerzone: brak miejsca wydania (1655?); Warszawa 1692; wyd. A. Wiśniewski Rozmowy w ciekawych i potrzebnych... materiach, t. 2, Warszawa 1761; wyd. K. J. Turowski, Kraków 1859, Biblioteka Polska, seria IV, zeszyty: 47-49; fragmenty przedr.: W. Taszycki Wybór tekstów staropolskich XVI-XVIII wieku, Lwów 1928; także wyd. 2 Warszawa 1955; B. Baranowski, W. Lewandowski, J. S. Piątkowski Upadek kultury w Polsce w dobie reakcji katolickiej 17-18 w. Wypisy źródłowe, Warszawa 1950; J. Górski, E. Lipiński "Merkantylistyczna myśl ekonomiczna w Polsce XVI i XVII wieku. Wybór pism", Warszawa 1958, Historia Polskiej Myśli Społeczno-Ekonomicznej, s. 195-226, (wiadomość o przekł. łacińskich obecnie nieznanych zob. Estreicher XXIX, 205), porównaj: Poprawa niektórych...
- Lament utrapionej Matki Korony Polskiej..., brak miejsca i roku wydania (według Estreichera ok. 1650; według A. Kaweckiej-Gryczowej 1655); wyd. następne: brak miejsca i roku wydania (Częstochowa 1793?); wyd. K. J. Turowski, Kraków 1859, Biblioteka Polska, seria IV, zeszyt 48
- Epitome conciliorum tam generalium, quam provincialium in graeca et latina Ecclesia celebratorum, Rzym 1653, drukarnia Ignatius De Lazaris
- Breviarum iuris pontificii in usum simplicium parochorum libris septem simpliciter collectum, Rzym 1654, drukarnia F. Moneta
- Monumenta Sarmatarum Beatae Aeternitati, Kraków 1655, drukarnia F. Cezary; fragmenty pt. Epitaphia domus Żoltowscianae, Poznań 1856
- Rerum memorabilium libri tres, rękopis znajdował się w Bibliotece Publicznej Petersburga
- biografie Wacława z Szamotuł i Marcina Leopolity (Frankfurt 1625).

### Przekłady
- Wielkiego Turka listy, Kraków 1618, drukarnia M. Jędrzejowczyk, (przekł. za pośrednictwem tłum. łacińskiego Laudinusa).

### Wydania zbiorowe
- Tractatus tres: I. Polonia. II. Sarmatiae bellatores. III. Scriptorum Polonicorum Hekatontas, Wrocław 1734, drukarnia J. Korn; inne wyd.: Wrocław 1733.

### Listy i materiały
- Do Alberta Wąsowicza, dziekana pilzneńskiego, dat. w Tarnowie 10 sierpnia 1646; autograf pt. Documenta Eccl. in Łęki, s. 16, w Archiwum Diecezjalnym w Tarnowie; odpis w posiadaniu R. Pollaka
- Do Rogowskiego, prawdopodobnie rządcy dóbr kapituły kolegiaty tarnowskiej, dat. Kraków 28 października 1655; fragmenty ogł. F. Bielak "Działalność naukowa S. Starowolskiego", Studia i Materiały z Dziejów Nauki Polskiej, t. 5, seria Historia Nauk Społecznych, zeszyt 1 (1957) i nadb., s. 225-226; rękopis: Ossolineum nr 190/II
- Kwit z 1646 stwierdzający odbiór jurgieltu od Jana Zamoyskiego (mł.); ogł. J. Przyborowski "Kilka szczegółów do życiorysu S. Starowolskiego", Biblioteka Warszawska 1889, t. 1, s. 170
- Dokument dot. konfiskaty utworu Starowolskiego, dat. 8 października 1616; ogł. H. Barycz "Dzieło literackiego Jana Brożka", Pamiętnik Literacki, rocznik 45 (1954), s. 85; rękopis: Archiwum Uniwersytetu Jagiellońskiej nr 18, s. 588-589
- wiadomość o listach zob. Estreicher XXIX, 215; wiadomość o innych materiałach podaje H. Barycz "Dzieło literackiego Jana Brożka", Pamiętnik Literacki, rocznik 45 (1954).

### Utwory o autorstwie niepewnym
- Wyprawa i wyjazd... wojska... sułtana Amurata cesarza tureckiego... na wojnę do Korony Polskiej, Krakow 1634, (B. Baranowski kwestionuje autorstwo Starowolskiego; przypuszcza, że jedynie przygotował tę pracę do druku)
- Dyskurs szlachcica polskiego, brak miejsca wydania 1643, (według Estreichera nie jest on utworem Starowolskiego)
- Lech wzbudzony i lament jego żałosny widząc tak utrapione państwo r. p. 1649 (satyra polityczna; według A. Brücknera prawdopodobnie pióra S. Starowolskiego)
- Diariusz obsydiej zamku i miasta Krakowa od wojsk szwedzkich, 1655, (autorstwo S. Starowolskiemu przypisał A. Bielawski; przeczy temu T. Wierzbowski; F. Bielak twierdzi, że autorem jest duchowny, prawdopodobnie Adam Roszczewicz

Utwory mylnie przypisywane S. Starowolskiemu, zob. Estreicher XXIX, 214-215.
Bibliografię podaje T. Wierzbowski "Simonis Starovolscii, Cantoris Tarnoviensis et Canonici Cracoviensis, elenchus operum tam typis impressorum, tum manuscriptorum", Otczot o naucznych zaniatijach za graniceju, Warszawa 1894 i odb.